# Norman Read (Leichtathlet)
Norman Richard Read (* 13. August 1931 in England; † 22. Mai 1994 in Pirongia, Waikato) war ein neuseeländischer Geher und Olympiasieger.
1953 wanderte Norman Read von England nach Neuseeland aus. Drei Jahre später bei den Olympischen Spielen 1956 in Melbourne gewann er Gold für Neuseeland im 50-km-Gehen in einer Zeit von 4:30:42,8 h. 1960 in Rom belegte er Platz 5 im 20-km-Gehen. Ebenfalls 1960 ging Read seine Bestzeit über 50 km mit 4:21:23 h.
Bei den British Commonwealth Games 1966 ins Kingston war erstmals das Gehen im Programm aufgenommen. Über 20 Meilen gewann Read Bronze hinter den Engländern Ron Wallwork und Ray Middleton. Auf Platz 4 kam Don Thompson.
Norman Read starb mit 63 Jahren an einem Herzinfarkt während eines Seniorenradrennens.